# E1型柴油机车
E1型柴油机车是美国通用汽车电气动力公司（EMC）为艾奇遜，托皮卡和聖塔菲鐵路设计制造的一款干线客运柴油机车，也是电气动力公司第二款E系列柴油机车。
1937年，电气动力公司同时推出三款大同小异的干线客运柴油机车，分别是为巴爾的摩與俄亥俄鐵路提供的EA/EB型柴油机车、为聖塔菲鐵路提供的E1型柴油机车，以及为联合太平洋铁路、芝加哥和西北鐵路、南太平洋鐵路提供的E2型柴油机车。每组机车是由一节设有司机室的A节机车，和一节无司机室的B节机车固定重联而成，机车采用整体承载结构的棚式车体。作为老牌汽车制造商的通用汽车深知车辆外形设计的重要性，因此在这三款柴油机车均采用了创新的流线型外形，其中EA/EB、E1型柴油机车使用俗称为“斜鼻子”（slant nose）的车头，而E2型柴油机车则使用俗称为“斗牛犬”（bulldog nose）的车头。
每节机车装有两组完全相同的900马力柴油发电机组，采用两台温顿发动机公司的12-201A型二冲程柴油机。电传动系统由两台D4型直流牵引发电机和四台D7型直流牵引电动机组成，机车单节功率为1800马力，A节机车还设有电阻制动装置。每节机车均采用A1A-A1A轴式配置，走行部为两台布贝格式三轴转向架，转向架的中间轴没有牵引电动机。这种转向架由工程师马丁·布贝格设计，车体重量通过中心销、摇枕、构架等部件由两台转向架承担，这种转向架以后成为了易安迪E系列、F系列柴油机车的标准转向架。
1937年6月至1939年4月期间，电气动力公司为聖塔菲鐵路制造了11台E1型柴油机车，当中包括8台A节机车、3台B节机车，主要担当“超级酋长号”、“酋长岩号”、“圣迭戈人号”和“金门号”旅客列车的牵引任务。1952年至1953年间，聖塔菲鐵路将所有E1型柴油机车改造成E8M型柴油机车。